# Бешири
Бешири (тур. Beşiri) — город и район в провинции Батман (Турция).

## История
Люди жили в этих местах с древнейших времён. Впоследствии город входил в состав разных государств; в XVI веке он попал в состав Османской империи.
До геноцида армян в городе насчитывалось 14 действующих армянских церквей и большинство населения составляли армяне.